# Lutz Tantow
Lutz Tantow (* 29. Oktober 1956 in Braunschweig) ist ein deutscher Schriftsteller.

## Leben
Geboren wurde er in Braunschweig. Er besuchte das naturwissenschaftliche Gymnasium Gaußschule von der 5.–10. Klasse und das neusprachliche Gymnasiums Raabeschule von der 11.–13. Klasse. Er absolvierte sein Studium der Neueren Deutschen Literatur- und Sprachwissenschaft sowie Komparatistik an der Universität des Saarlandes von 1976 bis 1981. Er war wissenschaftlicher Mitarbeiter und Lehrbeauftragter am dortigen Germanistischen Seminar von 1981 bis 1989. Promotion zum Dr. phil. mit einer Arbeit über „Franz Kafka und Friedrich Dürrenmatt. Eine Dramaturgie der Konfrontation“ (erschienen 1987, Röhrig, St. Ingbert). Als Redakteur des Forschungs-magazins „Annales“ sowie als freier Journalist für Feuilleton und Wissenschaft der Saarbrücker Zeitung sowie Theater- und Literaturkritiker überregionaler Tages- und Wochenzeitungen (Süddeutsche, Die Zeit), Hörfunk- und Fernsehfeatures für NDR und S3 (1983–1990) tätig. 1989 bis 1995 übernahm er die Leitung der Öffentlichkeitsarbeit sowie die des Pressesprechers der Technischen Universität Braunschweig. Er war Vorsitzender der Arbeitsgemeinschaft der Hochschulpressestellen in Deutschland. Er wechselte zur Norddeutschen Landesbank Hannover, zunächst Eventmanager sowie Sponsoring- und Kunstbeauftragter 1995–2002, währenddessen Vorstandsmitglied im Arbeitskreis Kultursponsoring des Kulturkreises der Deutschen Wirtschaft im BDI (Bundesverband der Deutschen Industrie), Vorstandssekretär der Braunschweigischen Landessparkasse, anschließend bis 2015 deren Pressesprecher. 2015–2020 Aktienresearch der NORD/LB in Hannover. Er war Sprecher und ist Mitglied der AG Literatur der Braunschweigischen Landschaft e. V. Zudem war er Vorsitzender der Bibliotheksgesellschaft Niedersachsen e.V. Er ist Vizepräsident des Triathlon Verbands Niedersachsen. Er ist Mitglied im Autorenkreis Peiner Land.
Tantow lebt in Braunschweig.

## Literarisches Werk
In den 1990ern veröffentlichte er seine Bücher über Friedrich Dürrenmatt und Max Frisch im Heyne-Verlag sowie den Reiseführer Braunschweig zu Fuß, des Weiteren einen Bildband über Braunschweig. 2020 erschien das als „Braunschweigische Streifzüge“ untertitelte Buch Als Eulenspiegel selbst einmal Münchhausen belog im Verlag edition kemenate. 2023 veröffentlichte er Texte und Geschichten in den Anthologien des Autorenkreis Peiner Land: 800 Jahre Peine – Zum Andenken & Nachdenken, Fröhliche Peinacht – Weihnachten überall sowie 2024 im Doppelband Härke, mach´s gut – ein Abgesang auf das Ende der Ära der BrauManufaktur Härke in Peine. 2023 erschien sein Buch In 80 Texten übers Meer im Verlag Expeditionen. Er ist zudem Herausgeber der Literaturzeitschrift Raabenhorst des Braunschweigische Landschaft e. V. 2025 erschien sein Buch Segelanweisungen. Klönsnack vom Meer im Selfpublishing bei epubli.

## Schriften (Auswahl)
- Franz Kafka und Friedrich Dürrenmatt: e. Dramaturgie d. Konfrontation (= Saarbrücker Beiträge zur Literaturwissenschaft. Band 18). Röhrig, St. Ingbert 1988, ISBN 3-924555-23-0 (Zugl.: Saarbrücken, Univ., Diss., 1987).
- mit Hergen Manns (Hrsg.): Braunschweig zu Fuß: 17 Stadtteilrundgänge durch Geschichte und Gegenwart. VSA-Verlag, Hamburg 1997, ISBN 3-87975-586-8.
- Friedrich Dürrenmatt: Moralist und Komödiant. Heyne, München 1992, ISBN 3-453-05335-4.
- mit Karin Tantow-Jung: Max Frisch: Ein Klassiker der Moderne. Heyne, München 1994, ISBN 3-453-05755-4.
- mit Karl-Heinz Glaßmeier (Hrsg.): Wissenschaft als Zukunftskultur: vom Nachdenken zum Vordenken; Kongressbeiträge (= Dokumente zum 250-jährigen Jubiläum der TU Braunschweig. Band 8). TU Braunschweig, Braunschweig 1996, ISBN 3-931420-02-7.
- Hinter dem schmutzigen Fenster; Bis dass der Hund uns scheidet: Zwei Novellen. Appelhans, Braunschweig 2003, ISBN 3-930292-85-8.
- Braunschweig. Bildband. Hinstorff, Rostock 2012, ISBN 978-3-356-01451-8 (Fotos von Karl Johaentges).
- (Hrsg.): Kaisergedenken: 13 literarische Annäherungen an Otto IV. Appelhans, Braunschweig 2009, ISBN 978-3-941737-10-5.
- (Red.): Kabinett Finanzen. Appelhans, Braunschweig 2013, ISBN 978-3-941737-83-9.